# Letterfourie House
Letterfourie House ist ein Herrenhaus nahe der schottischen Ortschaft Buckie in der Council Area Moray. 1972 wurde das Bauwerk in die schottischen Denkmallisten in der höchsten Denkmalkategorie A aufgenommen. Auf dem Anwesen befindet sich außerdem die Craigmin Bridge, die separat als Kategorie-A-Denkmal klassifiziert ist.

## Geschichte
Die Region Morays zählte historisch zum Herrschaftsbereich des Clans Gordon. Es waren zwei ledige Brüder aus dem Clan Gordon, die Letterfourie House errichten ließen. Sie hatten ihr Vermögen als Kaufleute im Weinhandel mit Madeira gemacht, was sich auch in der Vertäfelung mit spanischem Mahagoniholz widerspiegelt. Für den Entwurf des Herrenhauses zeichnet der bedeutende schottische Architekt Robert Adam verantwortlich. Es wurde im Jahre 1773 fertiggestellt. Letterfourie House war ab 1795 Sitz der Gordon Baronets, of Letterfourie.
Ungewöhnlich für Schottland, verblieb der Clan Gordon nach der schottischen Reformation beim römisch-katholischen Glauben. Zu Bauzeiten des Hauses waren öffentliche katholische Messen in Schottland verboten. Aus diesem Grund wurde Letterfourie House mit einer Kapelle sowie einer darüberliegenden Priesterwohnung ausgeführt. Der Priester nahm auch die Funktion eines Erziehers für den Familiennachwuchs ein.

## Beschreibung
Letterfourie House steht isoliert rund vier Kilometer südöstlich des Zentrums von Buckie. Der Corps de Logis ist dreigeschossig ausgeführt. An einem flachen Hang errichtet, erscheint er an der gartenseitigen Südfassade viergeschossig. Sein Mauerwerk besteht aus rötlichem Granit.
Die nordexponierte Hauptfassade ist drei Achsen weit. Es tritt ein distyler korinthischer Portikus heraus. Die Fenster des ersten Obergeschosses sind schlicht bekrönt. Beidseitig setzen sich zurückgesetzt eingeschossige Flügel fort, welche die zweigeschossigen Pavillons mit dem Corps de Logis verbinden, woraus ein U-förmiger Grundriss resultiert. Die drei Achsen weiten Flügel sind mit Mittelrisaliten ausgeführt, die mit Dreiecksgiebeln schließen. Der Corps de Logis schließt mit einem schiefergedeckten Walmdach, während alle anderen Gebäudeteile mit Satteldächern ausgeführt sind.

## Craigmin Bridge

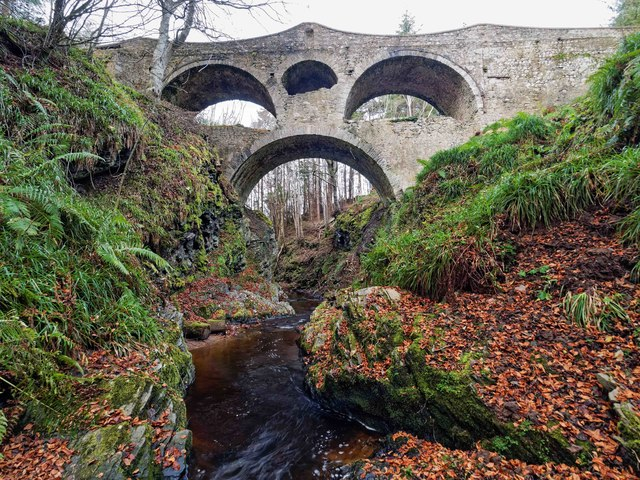
Craigmin Bridge

Die Craigmin Bridge überspannt die schmale Klamm des Baches Burn of Letterfourie am Westrand des Anwesens. Sie wurde vermutlich von Robert Adams geplant. Ungewöhnlich für eine solche kurze Brücke, ist der Bruchsteinviadukt mit zwei Bogenetagen ausgeführt. Es gibt Mutmaßungen, dass die untere Ebene älteren Datums ist und während des Baus von Letterfourie House lediglich die zweite Ebene aufgesetzt wurde, um die steilen Anfahrten auf beiden Seiten zu vermeiden. Planungsunterlagen sind jedoch nicht erhalten geblieben.
Die Spanne des unteren Rundbogens beträgt 11,1 Meter, während die oberen beiden Bögen Spanne von 8,5 Metern aufweisen. Der Zwickel zwischen den beiden Bögen ist mit einer Öffnung ausgeführt. Eine in Wellenform geführte, flache Brüstungen begrenzt die Fahrbahn.